# Eric Sanders
Eric Sanders (San Francisco, 1983) è un allenatore di football americano statunitense degli Oakland Raiders della National Football League (NFL).

## Carriera come allenatore
Sanders iniziò la sua carriera come allenatore nella NFL nel 2010 con gli Oakland Raiders con il ruolo di assistente dell'attacco. Il 3 febbraio 2012 passò come allenatore della qualità della difesa. Il 17 gennaio 2014 rinnovò per un altro anno.

## Vittorie e premi
Nessuno